# Motor Lublin (piłka nożna) w sezonie 2020/2021
Sezon 2020/2021 był dla Motoru Lublin 27. sezonem na trzecim szczeblu ligowym.

## Przebieg sezonu

### Letni okres przygotowawczy
15 czerwca nowy, dwuletni kontrakt z opcją przedłużenia o rok podpisał wychowanek Motoru Maksymilian Cichocki. Pierwszym zawodnikiem, który dołączył do drugoligowego zespołu, został Leszek Jagodziński, występujący poprzednio w rezerwach Zagłębia Lubin. Z klubu odeszli Maciej Kraśniewski, Bartosz Rymek, Krystian Kalinowski, Adrian Olszewski, Michał Grunt oraz najlepszy strzelec lubelskiego zespołu w poprzednim sezonie Michał Paluch, który związał się umową z KSZO 1929 Ostrowiec Świętokrzyski. W lipcu i sierpniu do drużyny dołączyli Michał Król (poprz. Wigry Suwałki), Sebastian Madejski (poprz. Olimpia Elbląg), Seweryn Kiełpin (poprz. Stal Mielec), Ariel Wawszczyk (poprz. Olimpia Grudziądz), Daniel Świderski (poprz. Resovia) oraz Paweł Moskwik (poprz. Znicz Pruszków). Dodatkowo na rok wypożyczono 19-letniego obrońcę z Zagłębia Lubin, Michała Bogacza. Piłkarze Motoru do treningów powrócili 8 lipca.
| Data                           | Przeciwnik             | D/W | Miejsce                    | Wynik M/P | Strzelcy                                         | Źródło |  |
| ------------------------------ | ---------------------- | --- | -------------------------- | --------- | ------------------------------------------------ | ------ |  |
|                                |                        |     |                            |           |                                                  |        |  |
| PRZEDSEZONOWE MECZE SPARINGOWE |                        |     |                            |           |                                                  |        |  |
|                                |                        |     |                            |           |                                                  |        |  |
| 15 lipca 2020                  | Orlęta Radzyń Podlaski | D   | boczne boisko Areny Lublin | 3:1       | Ceglarz 3' Swędrowski 4', zawodnik testowany 64' | [ 15 ] |  |
| 18 lipca 2020                  | Ruch Chorzów           | N   | Wola Chorzelowska          | 3:1       | Michota 60' Swędrowski 62', Kunca 87'            | [ 16 ] |  |
| 31 lipca 2020                  | Polonia Warszawa       | D   | boczne boisko Areny Lublin | 1:0       | Jagodziński 34'                                  | [ 17 ] |  |
| 8 sierpnia 2020                | Pogoń Siedlce          | W   | Siedlce                    | 1:4       | Swędrowski 39'                                   | [ 18 ] |  |
| 16 sierpnia 2020               | Górnik Łęczna          | W   | Stadion Górnika            | 1:1       | Kunca 48'                                        | [ 19 ] |  |
| 22 sierpnia 2020               | Stal Rzeszów           | D   | Arena Lublin               | 3:0       | Grodzicki ?', Ceglarz ?', R. Król ?' (k)         | [ 20 ] |  |

### Runda jesienna

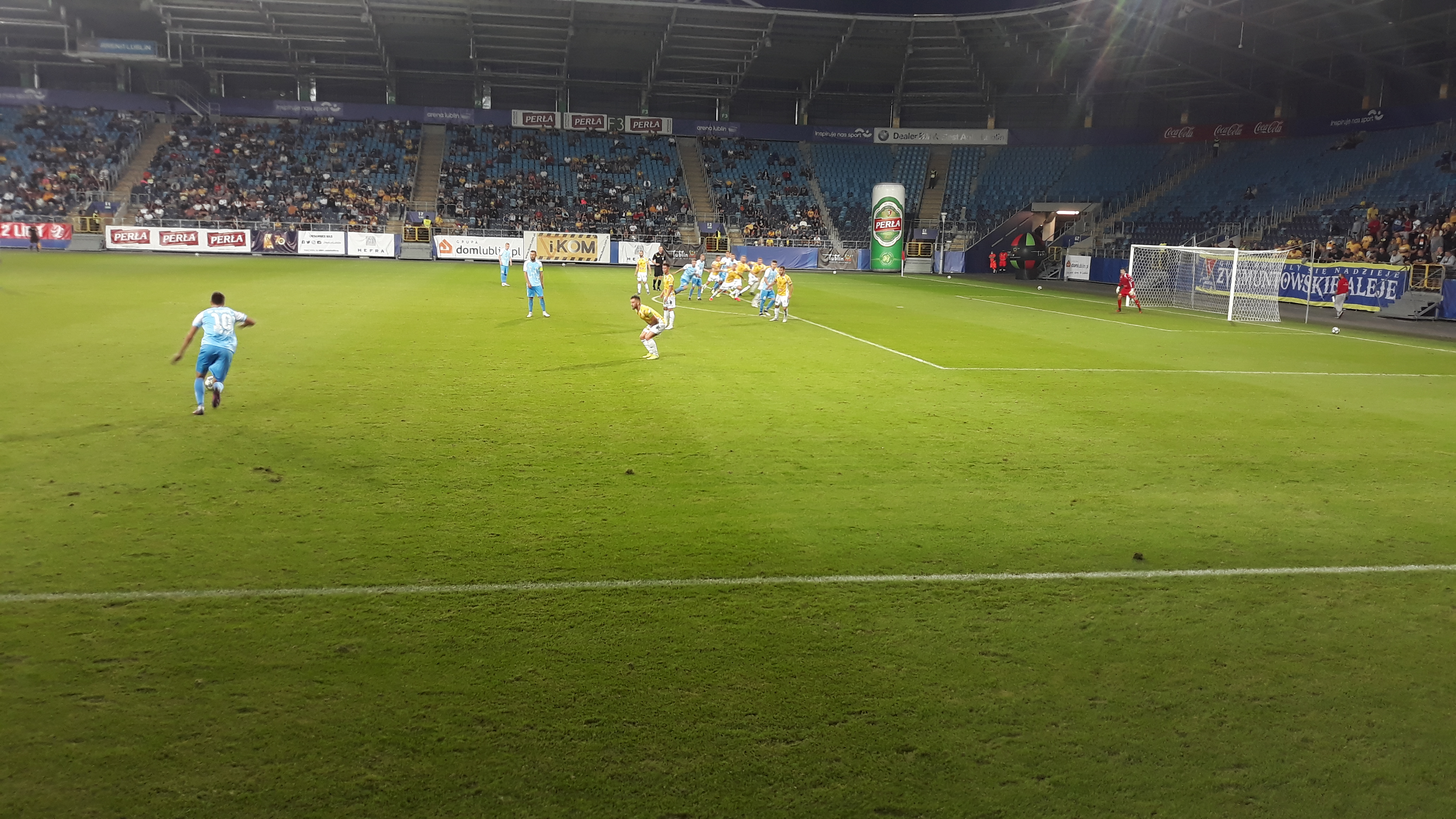
Mecz trzeciej kolejki Motor – Błękitni Stargard

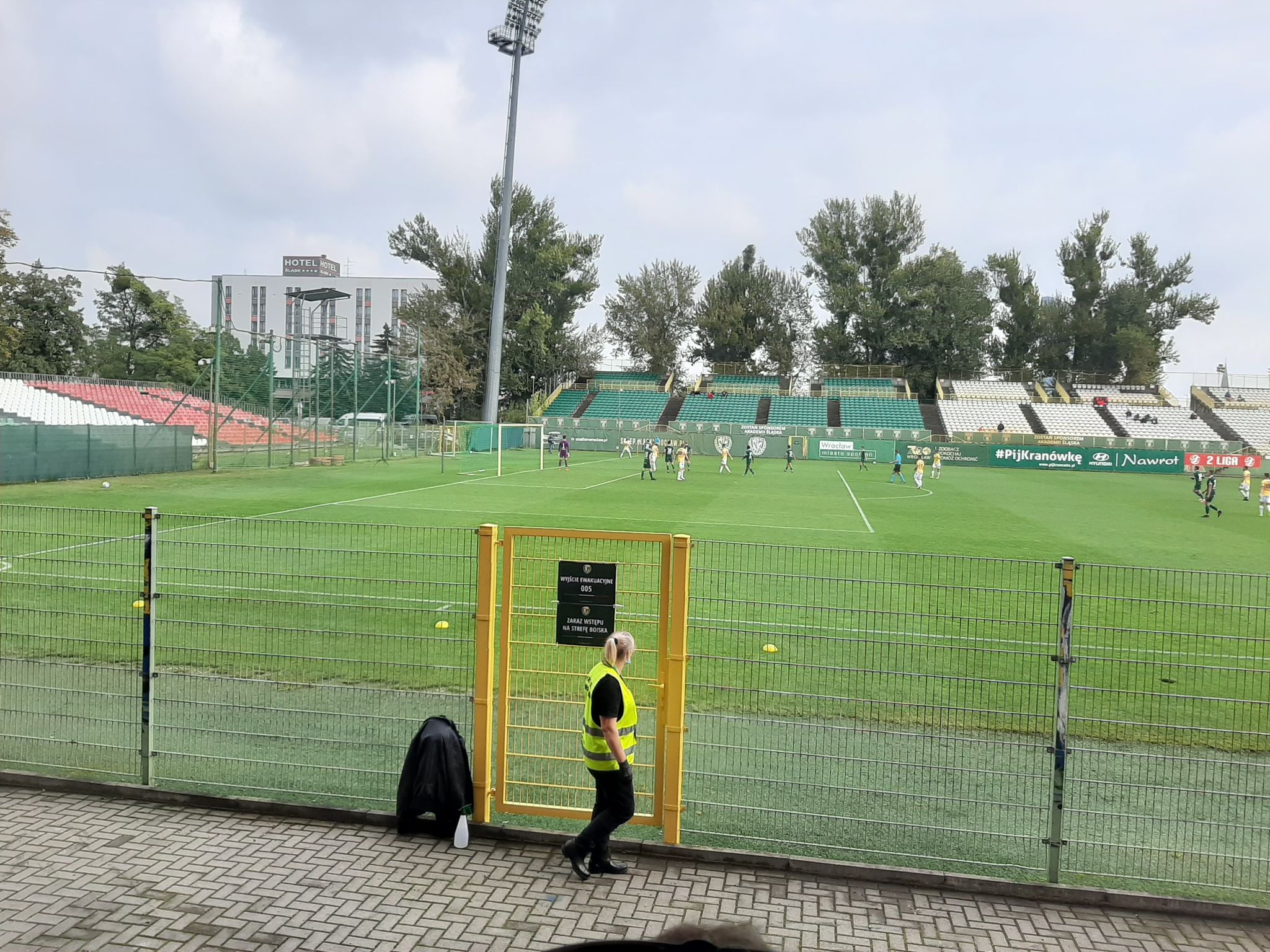
Stadion Oporowska, Śląsk II Wrocław – Motor

Po sześciu latach Motor rozegrał mecz na trzecim szczeblu ligowym. 29 sierpnia na Arenie Lublin mierzył się ze Zniczem Pruszków, który utrzymanie w poprzednim sezonie zapewnił sobie w ostatniej kolejce. W obecności ponad 3,5 tysięcy widzów Motor przegrał 1:2. Honorową bramkę dla lubelskiego zespołu zdobył Piotr Ceglarz. Tydzień później lublinianie odnieśli pierwsze zwycięstwo w drugoligowych rozgrywkach. W wyjazdowym spotkaniu z Olimpią Elbląg wynik w 11. minucie otworzyli gospodarze. W 35. minucie Motor mógł zdobyć wyrównującą bramkę, jednak rzutu karnego, podyktowanego za zagranie ręką elbląskiego obrońcy, nie wykorzystał Sławomir Duda. W drugiej połowie dwukrotnie do siatki Olimpii trafił Filip Wójcik, a jedna bramka dla Motoru, który od 76. minuty grał z przewagą jednego zawodnika, padła ze strzału samobójczego. W meczu trzeciej kolejki przeciwko Błękitnym Stargard, podobnie jak w spotkaniu ze Zniczem, Motor przegrywał do przerwy 0:2. Kontaktową bramkę zdobył w 58. minucie Tomasz Swędrowski, a w doliczonym czasie gry ten sam zawodnik zdobył wyrównującą bramkę, płaskim strzałem po ziemi z rzutu wolnego, wykonywanego z 16 metrów. W wyjazdowym spotkaniu ze Skrą Częstochowa po raz kolejny lubelski zespół zmuszony był odrabiać straty. Cztery minuty po przerwie do wyrównania doprowadził Rafał Król. Motor kończył mecz w osłabieniu po usunięciu z boiska Marcina Michoty, który za faul taktyczny w końcowym fragmencie gry otrzymał drugą żółtą kartkę.
Mecz piątej kolejki pomiędzy Motorem a Garbarnią Kraków na Arenie Lublin transmitowany był przez stację TVP Sport. Spotkanie zakończyło się wynikiem 1:1. Po raz pierwszy w tym sezonie piłkarze Motoru objęli prowadzenie po strzale w 22. minucie Piotra Ceglarza. Goście wyrównali na pięć minut przed przerwą. Wyjazdowy mecz ze Śląskiem II Wrocław zakończył się dla piłkarzy Motoru czwartym remisem z rzędu. Prowadzenie objęli lublinianie po bramce Tomasza Swędrowskiego w 9. minucie, a do wyrównania doprowadził Fabian Piasecki w 43. minucie. Tuż przed przerwą piłkę w siatce umieścił Rafał Król, jednak arbiter dopatrzył się pozycji spalonej. W meczu siódmej kolejki, w którym przeciwnikiem Motoru był inny beniaminek – KKS 1925 Kalisz, lubelski zespół przegrał 0:3. W ósmej kolejce Motor grał na wyjeździe ze spadkowiczem z I ligi – Wigrami Suwałki. Gospodarze wygrali mecz po bramce strzelonej w 63. minucie, po czym wrócili na pozycję lidera II ligi. Spotkanie odbyło się bez udziału publiczności ze względu na włączenie Suwałk w obręb strefy czerwonej. Spotkanie dziesiątej kolejki pomiędzy Motorem a Bytovią Bytów zostało odwołane z powodu wykrycia koronawirusa w lubelskim zespole.
28 października, po tygodniowej kwarantannie, piłkarze Motoru powrócili do wspólnych treningów. W środę, 4 listopada, po niespełna miesięcznej przerwie, lubelski zespół walczył o ligowe punkty ze spadkowiczem z I ligi – Chojniczanką Chojnice. Mecz drużyn, które zagrały ze sobą po raz pierwszy w historii, zakończył się bezbramkowym remisem. W dwunastej kolejce Motor grał ze Stalą Rzeszów i odniósł pierwsze zwycięstwo na Arenie Lublin w sezonie 2020/2021. Bramkę na wagę trzech punktów zdobył Marcin Michota. W kolejnym wyjazdowym meczu Motor walczył z innym beniaminkiem II ligi – Sokołem Ostróda. Spotkanie, które dla obydwu zespołów było pierwszym w historii, zakończyło się zwycięstwem Sokoła. Od 68. minuty Motor grał w dziesiątkę po usunięciu z boiska za drugą żółtą kartkę Marcina Michoty. W zaległym meczu dziesiątej kolejki Motor pokonał Bytovię Bytów 2:1, po czym przesunął się w tabeli na dwunaste miejsce. 22 listopada na Arenie Lublin rywalizowały zespoły, które w sezonie 2019/2020 występowały w grupie IV III ligi. Spotkanie Motoru z Hutnikiem Kraków zakończyło się zwycięstwem lubelskiej drużyny 3:0 po bramkach w drugiej połowie Tomasza Swędrowskiego i Daniela Świderskiego. Dzięki drugiej wygranej z rzędu Motor awansował w tabeli o dwie pozycje.
29 listopada lubelski zespół wyjechał do Katowic na mecz z wiceliderem rozgrywek – GKS-em. Wynik meczu otworzyli gospodarze w 66. minucie, którzy wykorzystali błąd obrony Motoru. Wyrównanie padło w 82. minucie po strzale głową Szymona Raka, jednak to GKS zdobył trzy punkty, dzięki bramce strzelonej w doliczonym czasie gry. Kilka dni później, w środku tygodnia, Motor podejmował rezerwy Lecha Poznań. Spotkanie zakończyło się zwycięstwem lublinian, po bramce Daniela Świderskiego. Ten sam zawodnik zdobył bramkę dającą punkt w wyjazdowym spotkaniu siedemnastej kolejki z wideliderem Górnikiem Polkowice. Gospodarze prowadzenie mogli objąć w 15. minucie, jednak rzut karny wykonywany przez piłkarza Górnika wybronił Sebastian Madejski, który skapitulował dziesięć minut później. Po bramce Świderskiego w 71. minucie Górnik dążył do zdobycia trzech punktów, jednak ostatecznie mecz zakończył się wynikiem 1:1. W ostatnim ligowym meczu w 2020 roku Motor podejmował Pogoń Siedlce. Do 70. minuty lublinianie prowadzili 3:0, jednak w ciągu kolejnych siedmiu minut Pogoń doprowadziła do wyrównania, dzięki dwóm bramkom Miłosza Przybeckiego i jednej Ishmaela Baidoo. 13 grudnia zarząd Motoru podjął decyzję o odsunięciu trenera Mirosława Hajdy od prowadzenia pierwszego zespołu. Zastąpił go Marek Saganowski.

### Zimowy okres przygotowawczy
Piłkarze Motoru do treningów powrócili 11 stycznia 2021. Pierwszym zawodnikiem, który dołączył do drużyny w przerwie zimowej, został pomocnik Piotr Kusiński, występujący poprzednio w III-ligowym Świcie Nowy Dwór Mazowiecki. 31 stycznia 25-osobowa kadra wraz ze sztabem szkoleniowym udała się na tygodniowe zgrupowanie do Uniejowa. 4 lutego klub poinformował o wystawieniu trzech zawodników na listę transferową – Piotra Darmochwała, Krystiana Kalinowskiego oraz Adama Nowaka. Tydzień później kontrakt z Nowakiem został rozwiązany za porozumieniem stron. Ponadto w lutym do kadry Motoru dołączyli Arkadiusz Najemski z GKS-u Bełchatów oraz Dawid Pakulski, którego wypożyczono do końca sezonu z Zagłębia Lubin.
| Data                                | Przeciwnik                        | D/W | Miejsce                    | Wynik M/P | Strzelcy                                                           | Źródło |  |
| ----------------------------------- | --------------------------------- | --- | -------------------------- | --------- | ------------------------------------------------------------------ | ------ |  |
|                                     |                                   |     |                            |           |                                                                    |        |  |
| MECZE SPARINGOWE W PRZERWIE ZIMOWEJ |                                   |     |                            |           |                                                                    |        |  |
|                                     |                                   |     |                            |           |                                                                    |        |  |
| 19 stycznia 2021                    | Wisła Płock                       | N   | Siedlce                    | 1:2       | Ropski 49'                                                         | [ 52 ] |  |
| 23 stycznia 2021                    | Wólczanka Wólka Pełkińska         | D   | boczne boisko Areny Lublin | 4:0       | Świderski 25', Ropski 54', Darmochwał 68', Ceglarz 81'             | [ 53 ] |  |
| 27 stycznia 2021                    | Radomiak Radom                    | W   | Radom                      | 3:3       | Ropski 24', Rak 42', Nowak 90'                                     | [ 54 ] |  |
| 31 stycznia 2021                    | Legia II Warszawa                 | W   | Książenice                 | 3:0       | Wójcik 7', 10', Rak 20'                                            | [ 55 ] |  |
| 6 lutego 2021                       | Resovia                           | N   | Radom                      | 3:1       | Świderski 8', Ropski 57', Swędrowski 62'                           | [ 56 ] |  |
| 13 lutego 2021                      | Pogoń Siedlce                     | W   | Siedlce                    | 1:3       | Swędrowski 37'                                                     | [ 57 ] |  |
| 13 lutego 2021                      | KSZO 1929 Ostrowiec Świętokrzyski | D   | boczne boisko Areny Lublin | 5:0       | Moskwik 41', Jagodziński 48', Bogacz 51', Ceglarz 82', Michota 90' | [ 58 ] |  |
| 20 lutego 2021                      | Stal Stalowa Wola                 | W   | Stalowa Wola               | 2:1       | Moskwik 11', Świderski 81'                                         | [ 59 ] |  |

### Runda wiosenna
W pierwszym meczu ligowym rozegranym w 2021 roku, który zarazem kończył I rundę rozgrywek, Motor doznał wyjazdowej porażki z Olimpią Grudziądz 0:1. Dla Olimpii było to pierwsze ligowe zwycięstwo od listopada 2019. Tydzień później Motor rozegrał pierwsze spotkanie rundy rewanżowej w Pruszkowie, z tamtejszym Zniczem, odnosząc zwycięstwo po bramce Piotra Ceglarza w 85. minucie. W takim samym stosunku zakończył się mecz 21. kolejki z Olimpią Elbląg, rozegranym na Arenie Lublin. Lubelski zespół zwyciężył dzięki trafieniu Ariela Wawszczyka w 87. minucie. W Stargardzie Motor przegrywał do przerwy z Błękitnymi 0:1, jednak w drugiej połowie do wyrównania strzałem głową doprowadził Daniel Świderski. W 75. minucie dogodnej sytuacji nie wykorzystał pomocnik gospodarzy Mateusz Bochnak, a chwilę później Tomasz Swędrowski uderzył w słupek. Ostatecznie mecz zakończył się wynikiem 1:1. Po tym spotkaniu strata Motoru do szóstego miejsca, dającego grę w barażach, wynosiła cztery punkty.
19 marca zarząd klubu poinformował o potwierdzonych przypadkach zakażenia koronawirusem wśród piłkarzy i sztabu szkoleniowego, w związku z czym mecze dwudziestej trzeciej kolejki ze Skrą Częstochowa i dwudziestej czwartej kolejki z Garbarnią Kraków zostały przełożone na późniejszy termin. 28 marca zespół zakończył kwarantannę i rozpoczął przygotowania do spotkania z rezerwami Śląska Wrocław, które przegrał 2:3. W zaległym meczu dwudziestej trzeciej kolejki Motor zremisował bezbramkowo na własnym stadionie ze Skrą Częstochowa. 10 kwietnia w Kaliszu, w konfrontacji beniaminków, Motor zremisował z KKS-em 1:1, tracąc bramkę w doliczonym czasie gry. Cztery dni później po raz dziesiąty w historii spotkały się ze sobą zespoły Motoru i Wigier Suwałki. Na Arenie Lublin walczący o awans do I ligi goście objęli prowadzenie w pierwszej połowie spotkania, po bramce najlepszego strzelca Wigier Kamila Adamka. W drugiej części pomimo przewagi Motoru i stworzeniu kilku dogodnych sytuacji na strzelenie wyrównującego gola, wynik nie uległ zmianie.
W zaległym spotkaniu dwudziestej czwartej kolejki Motor przegrał na wyjeździe z Garbarnią Kraków 1:2 W 11. minucie boisko opuścił Marcin Michota, który zerwał więzadła krzyżowe w kolanie. 24 kwietnia po sześciu meczach bez zwycięstwa zespół udał się do Bytowa, na starcie z tamtejszą Bytovią. Pierwsza połowa zakończyła się bezbramkowym remisem. Po przerwie przewagę osiągnęli gospodarze, jednak w 74. minucie po dośrodkowaniu Filipa Wójcika, Paweł Moskwik zdobył zwycięską bramkę dla Motoru. Cztery dni później Motor gościł walczącą o bezpośredni awans do I ligi Chojniczankę Chojnice, którzy do przerwy prowadzili 1:0 po bramce Adama Ryczkowskiego. W 53. minucie obrońca gości sfaulował w polu karnym Tomasza Swędrowskiego i prowadzący to spotkanie sędzia podyktował rzut karny, którego na bramkę zamienił Rafał Król. W 57. minucie Motor wyszedł na prowadzenie po strzale z rzutu wolnego Swędrowskiego. Po stracie drugiej bramki piłkarze z Chojnic osiągnęli przewagę i w efekcie doprowadzili do wyrównania w 65. minucie za sprawą Ryczkowskiego. Pomimo kilku groźnych sytuacji Chojniczanki, mecz zakończył się wynikiem remisowym.
2 maja Motor wyjechał do Stalowej Woli na mecz ze Stalą Rzeszów. W 14. minucie prowadzenie objęli rzeszowianie, dzięki trafieniu Wiktora Kłosa. Ten sam zawodnik mógł podwyższyć prowadzenie, jednak w sytuacji sam na sam jego uderzenie wybronił Sebastian Madejski. Po zmianie stron bramki zdobywali już tylko piłkarze Motoru. Wyrównał w 52. minucie Piotr Ceglarz, następnie do siatki rywali trafił w 61. minucie Filip Wójcik, a wynik ustalił w 77. minucie Ariel Wawszczyk. Po tej wygranej strata Motoru do szóstego miejsca, gwarantującego udział w barażach, wynosiła siedem punktów. W następnej kolejce Motor pokonał Sokoła Ostróda 4:1 i było to pierwsze zwycięstwo na Arenie Lublin od 11 marca, gdy lubelski zespół wygrał z Olimpią Elbląg. Wynik meczu otworzyli piłkarze Sokoła w 10. minucie, jednak jeszcze w pierwszej połowie do wyrównania doprowadził kapitan Motoru Rafał Król. Po przerwie bramki dla gospodarzy zdobyli Paweł Moskwik, Krzysztof Ropski i Filip Wójcik. 15 maja Motor przegrał w Krakowie z Hutnikiem 0:5.

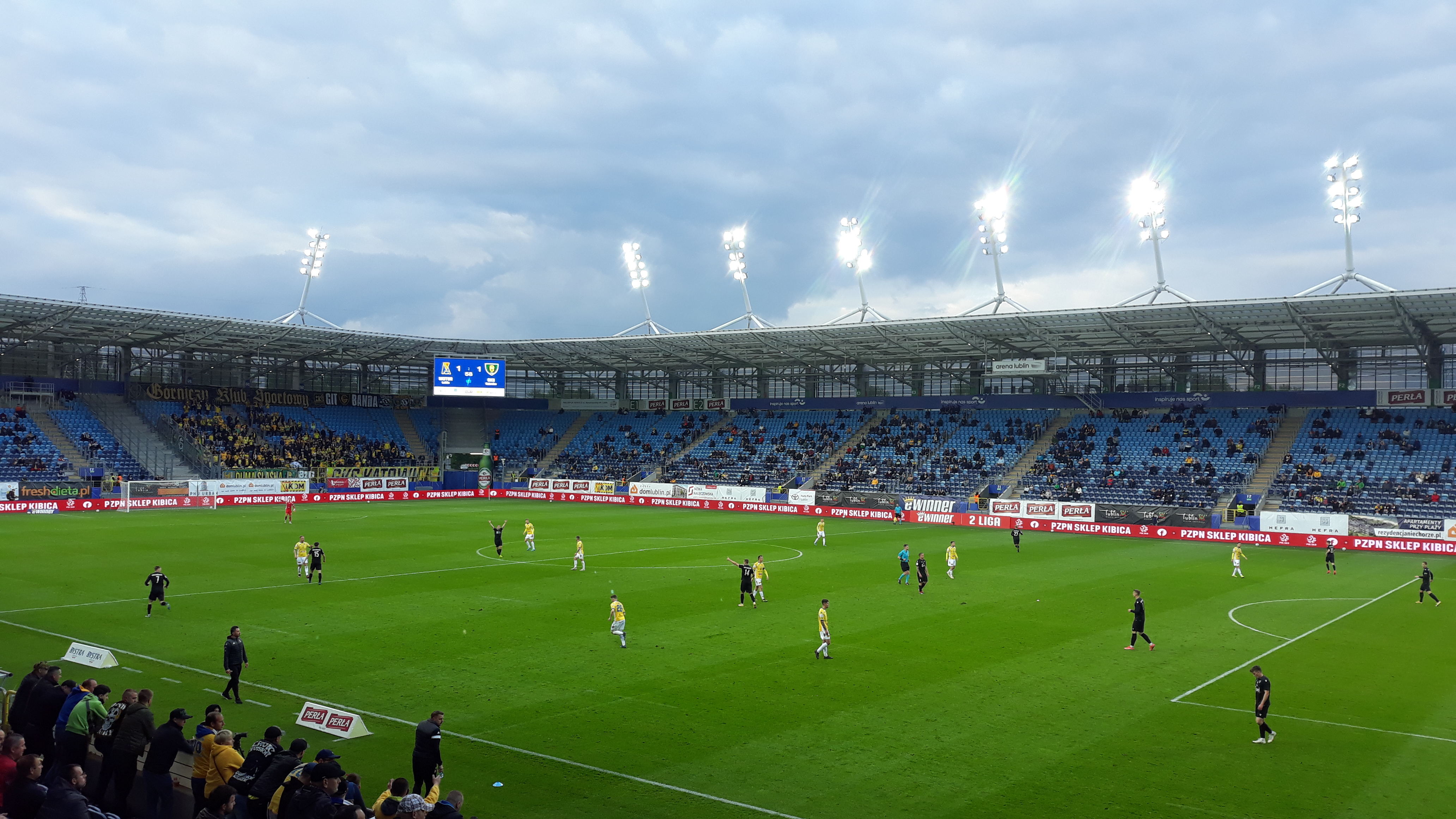
Motor – GKS Katowice, pierwszy od 4 października 2020 mecz na Arenie Lublin z udziałem kibiców

19 maja Motor podejmował na własnym stadionie wicelidera tabeli – GKS Katowice. Po raz pierwszy od 4 października 2020 mecz na Arenie Lublin odbył się z udziałem kibiców. Wynik otworzył Piotr Ceglarz po indywidualnej akcji, strzałem z ostrego kąta na długi słupek. Pięć minut później Motor mógł podwyższyć prowadzenie, ale rzutu karnego nie wykorzystał Rafał Król. Tuż po rozpoczęciu drugiej połowy do remisu doprowadzili goście. Zwycięską bramkę dla Motoru zdobył Daniel Świderski w 86. minucie z podania Tomasza Swędrowskiego, który lobem pokonał bramkarza gości. W następnej kolejce lublinianie zremisowali we Wronkach z rezerwami Lecha Poznań 0:0. Takim samym rezultatem zakończył się mecz Motoru z liderem rozgrywek – Górnikiem Polkowice.
W niedzielę, 6 czerwca, w przedostatniej kolejce rozgrywek, Motor wyjechał do Siedlec na mecz z tamtejszą Pogonią. W 56. minucie, przy stanie 3:0 dla gospodarzy, jeden z zawodników Pogoni zagrał piłkę ręką w polu karnym, za co sędzia podyktował jedenastkę, którą na bramkę zamienił Tomasz Swędrowski. W 64. minucie sfaulowany w polu karnym został Filip Wójcik i po raz drugi w tym spotkaniu arbiter wskazał na jedenasty metr, a kontaktowego gola zdobył Swędrowski. Wyrównał w 75. minucie Krzysztof Ropski. W ostatnim meczu sezonu Motor pokonał na własnym boisku Olimpię Grudziądz 5:2 i zajął ostatecznie 9. miejsce w tabeli.

## Tabela
| Poz | Klub                  | M  | Pkt | Bz | Bs |
| --- | --------------------- | -- | --- | -- | -- |
| 1.  | Górnik Polkowice      | 36 | 76  | 70 | 29 |
| 2.  | GKS Katowice          | 36 | 70  | 67 | 41 |
| 3.  | Chojniczanka Chojnice | 36 | 67  | 63 | 34 |
| 4.  | Wigry Suwałki         | 36 | 64  | 51 | 35 |
| 5.  | KKS 1925 Kalisz       | 36 | 57  | 51 | 40 |
| 6.  | Skra Częstochowa      | 36 | 52  | 51 | 42 |
| 7.  | Garbarnia Kraków      | 36 | 52  | 49 | 50 |
| 8.  | Śląsk II Wrocław      | 36 | 52  | 61 | 57 |
| 9.  | Motor Lublin          | 36 | 50  | 48 | 44 |
| 10. | Stal Rzeszów          | 36 | 50  | 58 | 60 |
| 11. | Sokół Ostróda         | 36 | 46  | 50 | 56 |
| 12. | Hutnik Kraków         | 36 | 45  | 47 | 61 |
| 13. | Pogoń Siedlce         | 36 | 42  | 61 | 62 |
| 14. | Lech II Poznań        | 36 | 40  | 47 | 58 |
| 15. | Znicz Pruszków        | 36 | 38  | 37 | 55 |
| 16. | Olimpia Elbląg        | 36 | 37  | 39 | 52 |
| 17. | Olimpia Grudziądz     | 36 | 36  | 42 | 67 |
| 18. | Błękitni Stargard     | 36 | 36  | 36 | 66 |
| 19. | Bytovia Bytów         | 36 | 34  | 46 | 65 |

## Mecze ligowe w sezonie 2020/2021
| Data                 | Przeciwnik            | D/W | Miejsce              | Wynik M/P | Strzelcy                                                        | Widzów | Źródło  | TV |
| -------------------- | --------------------- | --- | -------------------- | --------- | --------------------------------------------------------------- | ------ | ------- | -- |
|                      |                       |     |                      |           |                                                                 |        |         |    |
| RUNDA JESIENNA       |                       |     |                      |           |                                                                 |        |         |    |
|                      |                       |     |                      |           |                                                                 |        |         |    |
| 29 sierpnia 2020     | Znicz Pruszków        | D   | Arena Lublin         | 1:2       | Ceglarz 55'                                                     | 3554   | [ 93 ]  |    |
| 5 września 2020      | Olimpia Elbląg        | W   | Stadion Olimpii      | 3:1       | Wójcik 48', 62', Świderski 59'                                  | 321    | [ 94 ]  |    |
| 12 września 2020     | Błękitni Stargard     | D   | Arena Lublin         | 2:2       | Swędrowski 58', 90+2'                                           | 3670   | [ 95 ]  |    |
| 19 września 2020     | Skra Częstochowa      | W   | Częstochowa          | 1:1       | R. Król 49'                                                     | 242    | [ 96 ]  |    |
| 25 września 2020     | Garbarnia Kraków      | D   | Arena Lublin         | 1:1       | Ceglarz 22'                                                     | 3530   | [ 97 ]  |    |
| 30 września 2020     | Śląsk II Wrocław      | W   | Stadion Oporowska    | 1:1       | Swędrowski 9'                                                   | 698    | [ 98 ]  |    |
| 4 października 2020  | KKS 1925 Kalisz       | D   | Arena Lublin         | 0:3       |                                                                 | 3598   | [ 99 ]  |    |
| 10 października 2020 | Wigry Suwałki         | W   | Stadion Wigier       | 0:1       |                                                                 | —      | [ 100 ] |    |
| 4 listopada 2020     | Chojniczanka Chojnice | W   | Stadion Chojniczanki | 0:0       |                                                                 | —      | [ 101 ] |    |
| 7 listopada 2020     | Stal Rzeszów          | D   | Arena Lublin         | 1:0       | Michota 72'                                                     | —      | [ 102 ] |    |
| 14 listopada 2020    | Sokół Ostróda         | W   | Stadion Sokoła       | 0:1       |                                                                 | —      | [ 103 ] |    |
| 18 listopada 2020    | Bytovia Bytów         | D   | Arena Lublin         | 2:1       | Świderski 57', R. Król 70' (k)                                  | —      | [ 104 ] |    |
| 21 listopada 2020    | Hutnik Kraków         | D   | Arena Lublin         | 3:0       | Swędrowski 47', Świderski 80', 85'                              | —      | [ 105 ] |    |
| 28 listopada 2020    | GKS Katowice          | W   | Stadion GKS-u        | 1:2       | Rak 82'                                                         | —      | [ 106 ] |    |
| 2 grudnia 2020       | Lech II Poznań        | D   | Arena Lublin         | 1:0       | Świderski 85'                                                   | —      | [ 107 ] |    |
| 5 grudnia 2020       | Górnik Polkowice      | W   | Stadion Górnika      | 1:1       | Świderski 71'                                                   | —      | [ 108 ] |    |
| 12 grudnia 2020      | Pogoń Siedlce         | D   | Arena Lublin         | 3:3       | Swędrowski 26', Duda 52', Świderski 64'                         | —      | [ 109 ] |    |
| 27 lutego 2021       | Olimpia Grudziądz     | W   | Stadion Olimpii      | 0:1       |                                                                 | —      | [ 60 ]  |    |
|                      |                       |     |                      |           |                                                                 |        |         |    |
| RUNDA WIOSENNA       |                       |     |                      |           |                                                                 |        |         |    |
|                      |                       |     |                      |           |                                                                 |        |         |    |
| 6 marca 2021         | Znicz Pruszków        | W   | Stadion Znicza       | 1:0       | Ceglarz 85'                                                     | —      | [ 62 ]  |    |
| 11 marca 2021        | Olimpia Elbląg        | D   | Arena Lublin         | 1:0       | Wawszczyk 87'                                                   | —      | [ 63 ]  |    |
| 17 marca 2021        | Błękitni Stargard     | W   | Stadion Błękitnych   | 1:1       | Świderski 59'                                                   | —      | [ 64 ]  |    |
| 3 kwietnia 2021      | Śląsk II Wrocław      | D   | Arena Lublin         | 2:3       | Kunca 55' (k), Ropski 90'                                       | —      | [ 70 ]  |    |
| 7 kwietnia 2021      | Skra Częstochowa      | D   | Arena Lublin         | 0:0       |                                                                 | —      | [ 71 ]  |    |
| 10 kwietnia 2021     | KKS 1925 Kalisz       | W   | Stadion KKS-u        | 1:1       | Ropski 55'                                                      | —      | [ 72 ]  |    |
| 14 kwietnia 2021     | Wigry Suwałki         | D   | Arena Lublin         | 0:1       |                                                                 | —      | [ 74 ]  |    |
| 21 kwietnia 2021     | Garbarnia Kraków      | W   | Stadion Garbarni     | 1:2       | R. Król 45+1' (k)                                               | —      | [ 75 ]  |    |
| 24 kwietnia 2021     | Bytovia Bytów         | W   | Stadion Bytovii      | 1:0       | Moskwik 74'                                                     | —      | [ 74 ]  |    |
| 28 kwietnia 2021     | Chojniczanka Chojnice | D   | Arena Lublin         | 2:2       | R. Król 53' (k), Swędrowski 57'                                 | —      | [ 79 ]  |    |
| 2 maja 2021          | Stal Rzeszów          | W   | Stalowa Wola         | 3:1       | Ceglarz 52', Wójcik 61', Wawszczyk 77'                          | —      | [ 80 ]  |    |
| 8 maja 2021          | Sokół Ostróda         | D   | Arena Lublin         | 4:1       | R. Król 20', Moskwik 52', Ropski 58', Wójcik 65'                | —      | [ 83 ]  |    |
| 15 maja 2021         | Hutnik Kraków         | W   | Stadion Hutnika      | 0:5       |                                                                 | 400    | [ 84 ]  |    |
| 19 maja 2021         | GKS Katowice          | D   | Arena Lublin         | 2:1       | Ceglarz 31', Świderski 86'                                      | 2700   | [ 85 ]  |    |
| 23 maja 2021         | Lech II Poznań        | W   | Wronki               | 0:0       |                                                                 | 0      | [ 85 ]  |    |
| 29 maja 2021         | Górnik Polkowice      | D   | Arena Lublin         | 0:0       |                                                                 | 3256   | [ 89 ]  |    |
| 6 czerwca 2021       | Pogoń Siedlce         | W   | Stadion Pogoni       | 3:3       | Swędrowski 56' (k), 65' (k), Ropski 75'                         | 777    | [ 91 ]  |    |
| 12 czerwca 2021      | Olimpia Grudziądz     | D   | Arena Lublin         | 5:2       | Swędrowski 45', 46', Sobstyl 66', Wójcik 68', Witasik 72' (sam) | 2200   | [ 92 ]  |    |

## Kadra
| Numer      | Zawodnik             | Data ur.   | Występy        | Bramki         |                |                | Występy        | Bramki         |                |                | Występy   | Bramki    | Poprzedni klub            |
| Numer      | Zawodnik             | Data ur.   | RUNDA JESIENNA | RUNDA JESIENNA | RUNDA JESIENNA | RUNDA JESIENNA | RUNDA WIOSENNA | RUNDA WIOSENNA | RUNDA WIOSENNA | RUNDA WIOSENNA | SEZON     | SEZON     | Poprzedni klub            |
| Bramkarze  | Bramkarze            | Bramkarze  | Bramkarze      | Bramkarze      | Bramkarze      | Bramkarze      | Bramkarze      | Bramkarze      | Bramkarze      | Bramkarze      | Bramkarze | Bramkarze | Bramkarze                 |
| ---------- | -------------------- | ---------- | -------------- | -------------- | -------------- | -------------- | -------------- | -------------- | -------------- | -------------- | --------- | --------- | ------------------------- |
| 15         | Sebastian Madejski   | 2.01.1997  | 16             |                | 2              |                | 15             |                |                |                | 31        |           | Olimpia Elbląg            |
| 87         | Seweryn Kiełpin      | 18.12.1987 | 2              |                |                |                | 3              |                |                |                | 5         |           | Stal Mielec               |
| Obrońcy    |                      |            |                |                |                |                |                |                |                |                |           |           |                           |
| 2          | Przemysław Zbiciak   | 23.04.2002 | —              | —              | —              | —              | 0 (1)          |                |                |                | 0 (1)     |           | wychowanek                |
| 5          | Michał Bogacz        | 13.03.2001 | 4 (1)          |                | 2              |                | 5              |                | 1              |                | 9 (1)     |           | Zagłębie Lubin            |
| 14         | Maksymilian Cichocki | 9.09.1999  | 8 (4)          |                | 4              |                | 8 (1)          |                | 3              |                | 16 (5)    |           | wychowanek                |
| 18         | Arkadiusz Najemski   | 12.01.1996 | —              | —              | —              | —              | 1 (1)          |                |                |                | 1 (1)     |           | GKS Bełchatów             |
| 19         | Marcin Michota       | 8.07.1997  | 13 (2)         | 1              | 6              | 2              | 5              |                | 1              |                | 18 (2)    | 1         | wychowanek                |
| 24         | Dariusz Łukasik      | 24.03.1995 | 1 (1)          |                |                |                |                |                |                |                | 1 (1)     |           | Sandecja Nowy Sącz        |
| 26         | Michał Król          | 14.03.2000 | 15 (2)         |                | 2              |                | 15 (1)         |                | 3              |                | 30 (3)    |           | Wigry Suwałki             |
| 51         | Rafał Grodzicki      | 28.10.1983 | 14             |                | 8              |                | 14 (1)         |                | 4              |                | 28 (1)    |           | Stal Mielec               |
| 91         | Ariel Wawszczyk      | 19.11.1991 | 12 (1)         |                | 3              |                | 17             | 2              | 1              |                | 29 (1)    | 2         | Olimpia Grudziądz         |
| Pomocnicy  |                      |            |                |                |                |                |                |                |                |                |           |           |                           |
| 4          | Arkadiusz Bednarczyk | 11.10.2002 |                |                |                |                | 1 (1)          |                |                |                | 1 (1)     |           | wychowanek                |
| 4          | Jakub Sobstyl        | 23.04.2002 | —              | —              | —              | —              | 1 (1)          | 1              | 1              |                | 1 (1)     | 1         | wychowanek                |
| 6          | Tomasz Swędrowski    | 25.11.1993 | 17             | 5              | 5              |                | 14             | 5              | 6              |                | 31        | 10        | Bytovia Bytów             |
| 7          | Sławomir Duda        | 2.08.1989  | 12 (4)         | 1              | 4              |                | 3 (5)          |                | 3              |                | 15 (9)    | 1         | Bytovia Bytów             |
| 8          | Piotr Darmochwał     | 19.06.1991 | 0 (2)          |                |                |                | —              | —              | —              | —              | 0 (2)     |           | Avia Świdnik              |
| 8          | Dawid Pakulski       | 23.07.1998 | 0 (1)          |                |                |                | 6 (6)          |                | 2              |                | 6 (7)     |           | Zagłębie Lubin            |
| 10         | Rafał Król           | 16.01.1989 | 14 (4)         | 2              | 1              |                | 12 (2)         | 3              | 3              |                | 26 (6)    | 5         | Stal Kraśnik              |
| 11         | Adam Nowak           | 10.02.1994 | 0 (1)          |                |                |                | —              | —              | —              | —              | 0 (1)     |           | Stal Rzeszów              |
| 11         | Paweł Moskwik        | 8.06.1992  | 7 (3)          |                | 1              |                | 13 (2)         | 2              | 3              |                | 20 (5)    | 2         | Znicz Pruszków            |
| 16         | Leszek Jagodziński   | 6.03.2002  | 2 (5)          |                | 1              |                | 1 (11)         |                | 1              |                | 3 (16)    |           | Zagłębie II Lubin         |
| 17         | Filip Wójcik         | 11.04.1997 | 8 (7)          | 2              | 3              |                | 15 (2)         | 3              | 1              |                | 23 (9)    | 5         | Stal Stalowa Wola         |
| 21         | Kamil Kumoch         | 31.10.2000 | 13 (3)         |                | 3              |                | 10 (2)         |                | 2              |                | 23 (5)    |           | wychowanek                |
| 25         | Dominik Kunca        | 4.03.1992  | 5 (6)          |                | 2              |                | 5 (6)          | 1              |                |                | 10 (12)   | 1         | MFK Ružomberok            |
| 27         | Piotr Kusiński       | 6.07.2001  | —              | —              | —              | —              | 3 (2)          |                | 1              |                | 3 (2)     |           | Świt Nowy Dwór Mazowiecki |
| 77         | Piotr Ceglarz        | 29.06.1992 | 17 (1)         | 2              | 1              |                | 11 (6)         | 3              | 1              |                | 28 (7)    | 5         | Stal Rzeszów              |
| Napastnicy |                      |            |                |                |                |                |                |                |                |                |           |           |                           |
| 9          | Krzysztof Ropski     | 14.09.1996 | 2 (10)         |                |                |                | 11 (4)         | 4              | 5              |                | 13 (14)   | 4         | Siarka Tarnobrzeg         |
| 13         | Szymon Rak           | 1.01.2000  | 3 (9)          | 1              | 1              |                | 4 (3)          |                | 1              |                | 7 (12)    | 1         | Stomil Olsztyn            |
| 99         | Daniel Świderski     | 10.12.1994 | 12 (6)         | 7              | 2              |                | 8 (8)          | 2              |                |                | 20 (14)   | 9         | Resovia                   |